# 砂になりたい
「砂になりたい」（すなになりたい）は、1978年4月1日に発売された石川さゆりのシングルである。

## 解説
- 歌詞中にもある「（鳥取）砂丘」「日本海」「山陰本線」などを舞台にした、鳥取県鳥取市のご当地ソング。
- この曲のシングル盤レコードは日本コロムビアから発売されたが、石川さゆりがポニーキャニオン、テイチクエンタテインメントへそれぞれレコード会社を移籍したことに併せて、各レコード会社から発売された石川のベスト・アルバムに収録されている。

## 収録曲
- 両楽曲共に、作詞：阿久悠／作曲・編曲：三木たかし

1. 砂になりたい（3分33秒）
2. うず潮（3分51秒）